# Тыловая бригада разграждения
Тыловая бригада разграждения — существовавшая во время Великой Отечественной войны в Красной Армии форма организации инженерных войск Резерва Верховного Главнокомандования. В военной литературе и боевых документах для обозначения такой бригады применялось сокращения «тбрр».
В состав каждой бригады входили:
- управление бригады — 24 человека (штат № 012/76);
- рота управления — 120 человек (штат № 012/65);
- 4—7 батальонов разграждения по 371 человек в каждом (штат № 012/77).

Общая численность бригады, в зависимости от количества батальонов, составляла от 1628 до 2741 человек.
Первые тыловые бригады разграждения были сформированы летом 1942 года на Воронежском, Закавказском, Донском, Брянском фронтах и Приволжском военном округе. Бригады занимались сплошным разминированием территории, освобождённой от немецко-фашистских захватчиков, а также выполняли работы по строительству и ремонту дорог, мостов, их маскировке, восстановлению заводов и других народно-хозяйственных объектов.
Всего существовало 9 тыловых бригад разграждения. В 1944 году все они были расформированы.

## Источник
Г. В. Малиновский. Бригады инженерных войск Красной Армии 1941—1945 гг. / Под общей редакцией Н. И. Сердцева. — М.: Издательство Патриот, 2005. — 296 с. — ISBN 5-7030-0924-3.